# (21442) 1998 GF1
(21442) 1998 GF1  es un asteroide perteneciente al cinturón de asteroides, descubierto el 4 de abril de 1998 por Frank B. Zoltowski desde el Observatorio de Woomera, en Australia.

## Designación y nombre
Designado inicialmente como 1998 GF1.

## Características orbitales
(21442) 1998 GF1 orbita a una distancia media del Sol de 2,197 ua, pudiendo acercarse hasta 1,986 ua y alejarse hasta 2,408 ua. Tiene una excentricidad de 0,096 y una inclinación orbital de 3,557° grados. Emplea en completar una órbita alrededor del Sol 1189,28 días.

## Características físicas
Su magnitud absoluta es 15,68.